# Fellenoord (Eindhoven)
De Fellenoord is een buurt in Eindhoven, in de Nederlandse provincie Noord-Brabant. De buurt behoort tot het stadsdeel Centrum. Op 1 januari 2023 telde de buurt 190 inwoners, verdeeld over 160 woningen, met een gemiddelde WOZ-waarde van € 183.000, op een oppervlakte van 0,22 km².
De buurt is een zakendistrict. Het station van Eindhoven staat ook in deze wijk. Voor de annexatie van 1920 maakte Fellenoord deel uit van de gemeente Woensel. De Fellenoord is tevens de naam van een straat die door deze buurt loopt.

## Geschiedenis
Fellenoord was voor de Tweede Wereldoorlog een wijk die zich bevond tussen Woensel en Eindhoven Centrum in. Ze is genoemd naar de centrale straat Fellenoord die het verlengde vormde van de nog bestaande Boschdijk.
Tot 1920 behoorde Fellenoord tot de gemeente Woensel. De wijk was sinds 1866 van Eindhoven gescheiden door een spoorweg met gelijkvloerse overwegen en een voetbrug. In 1956 werd het spoor 150 meter naar het noorden verlegd en werd het een hoogspoor, waardoor men met tunnels de stad Eindhoven kon bereiken.
Fellenoord heeft heel wat bedrijvigheid gekend, zoals sigarenfabrieken, een kousenbreierij die de voorloper werd van de zeer grote kousenfabriek Jansen de Wit, een fraai hotel en allerlei winkels. Aangezien er veel mensen woonden in de wijk, had Fellenoord ook een parochiekerk die gewijd was aan Antonius van Padua en stond aan de Boschdijk. Deze was beter bekend als de Fellenoordkerk. Op deze plaats stond eerder een windmolen, die in 1890 werd verkocht en waarschijnlijk werd verplaatst naar de Vlokhovenseweg.
Met de bouw van deze neogotische kerk, het parochiecentrum en de school begon men in 1908 en op 19 april 1909 werd ze ingewijd. Ze werd gebouwd met steun van de kerkbouw-stichting. De kerk werd, evenals een deel van Fellenoord, zwaar beschadigd tijdens het bombardement van 19 september 1944. Ze werd gerestaureerd door de Tilburgse architect Jos Schijvens in samenwerking met Ir. van Buytenen en heringewijd op 15 juni 1949. In de tussentijd moest men zijn toevlucht nemen tot noodkerken.
Ook bij de bombardementen op 6 december 1942 tijdens het zogenoemde Sinterklaas bombardement had Fellenoord veel te lijden en verloren 42 Eindhovenaren hun leven. Een monument dat hieraan herinnert bevindt zich op de begraafplaats aan de Boschdijk.
Na de Tweede Wereldoorlog werd de wijk voor het grootste deel gesloopt om vervangen te worden door een uitgebreide verkeersmachine met veel stadsautowegen en fietstunneltjes. Hierdoor kwam ook de kerk zonder parochianen te zitten zodat ze eind 1973 werd gesloopt, nog voordat de ontkerkelijking een aanvang nam.
Langs de autowegen werden geleidelijk aan diverse kantoren gebouwd, zoals dat van de Rabobank. Tussen Eindhoven en Woensel is echter nooit meer een organische eenheid gegroeid.

## Toekomst
In 2019 zijn er plannen vanuit de gemeente gekomen om de gelijknamige straat Fellenoord te versmallen en autoluwer te maken om de levendigheid en verbinding tussen Eindhoven centrum en Woensel groter te maken.

## Fotogalerij

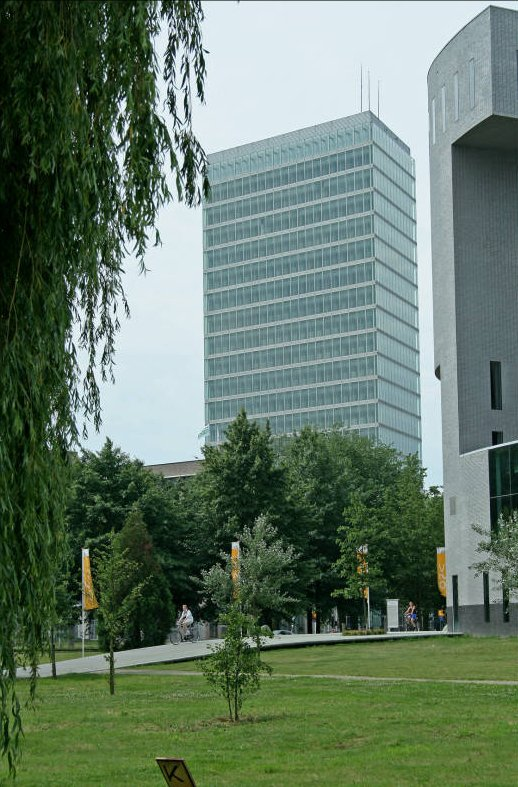
De Kennedytoren staat in deze wijk
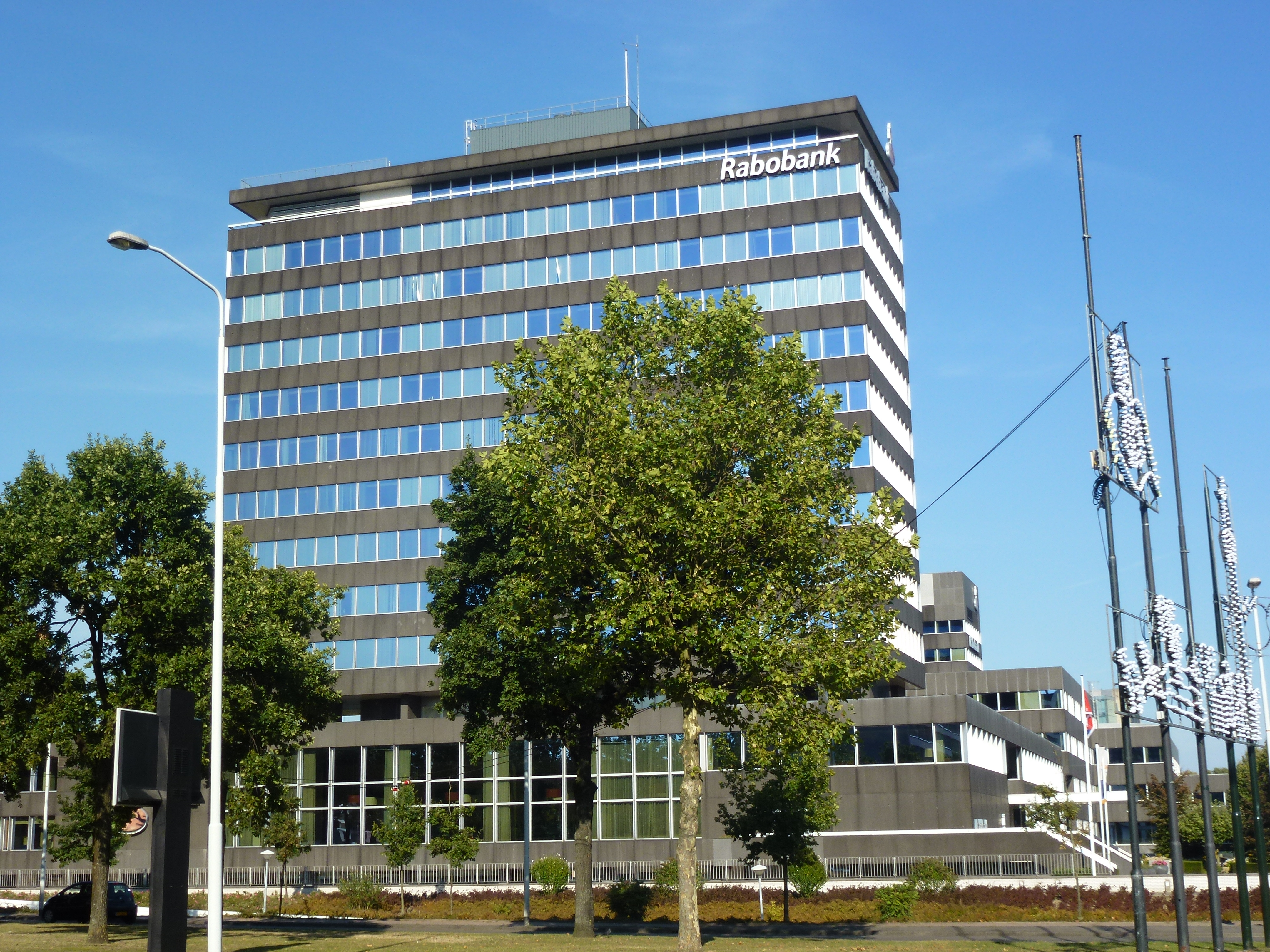
Rabobank Nederland (gesloopt)
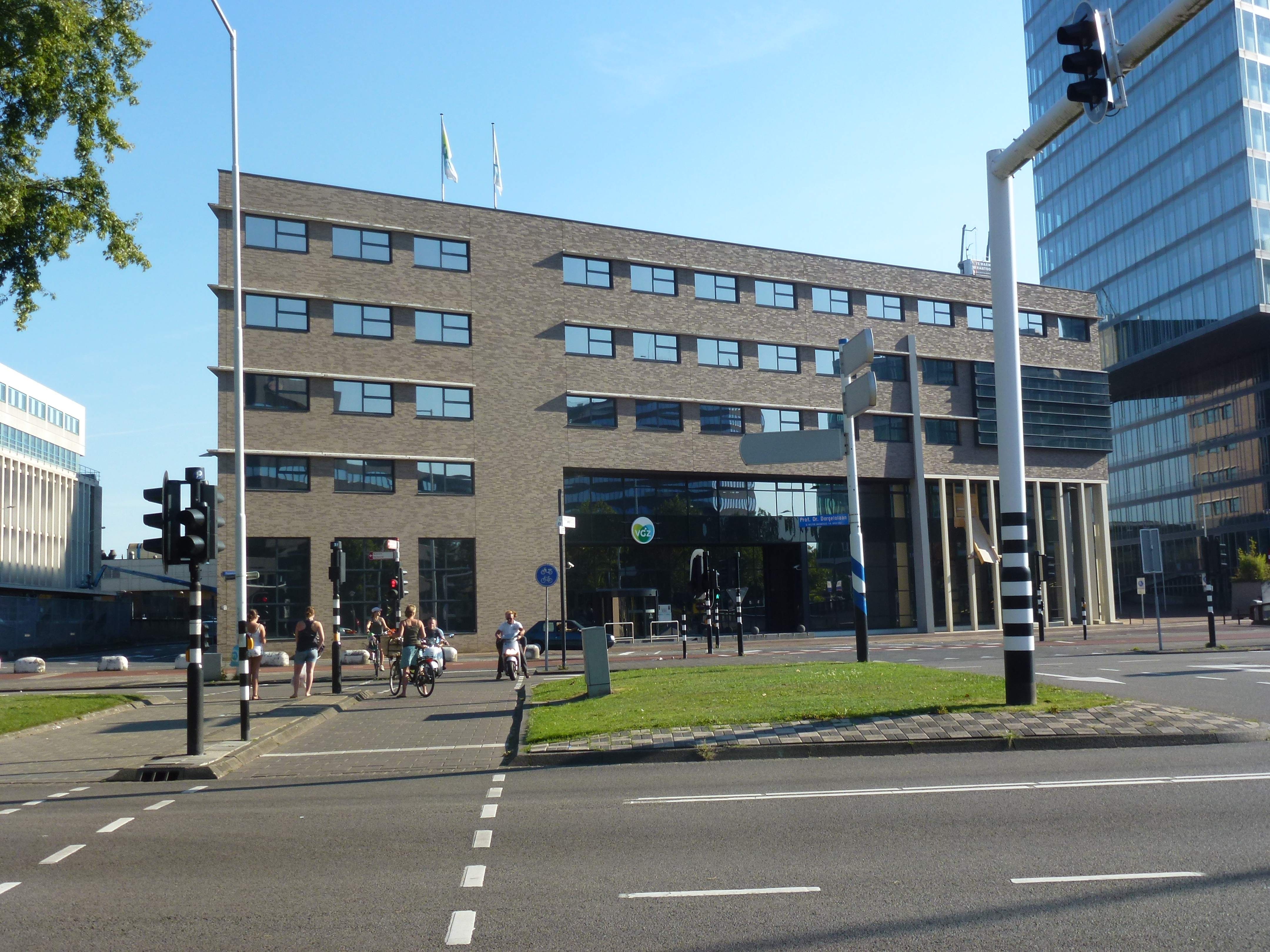
Kantoor VGZ - Kennedy Business Center
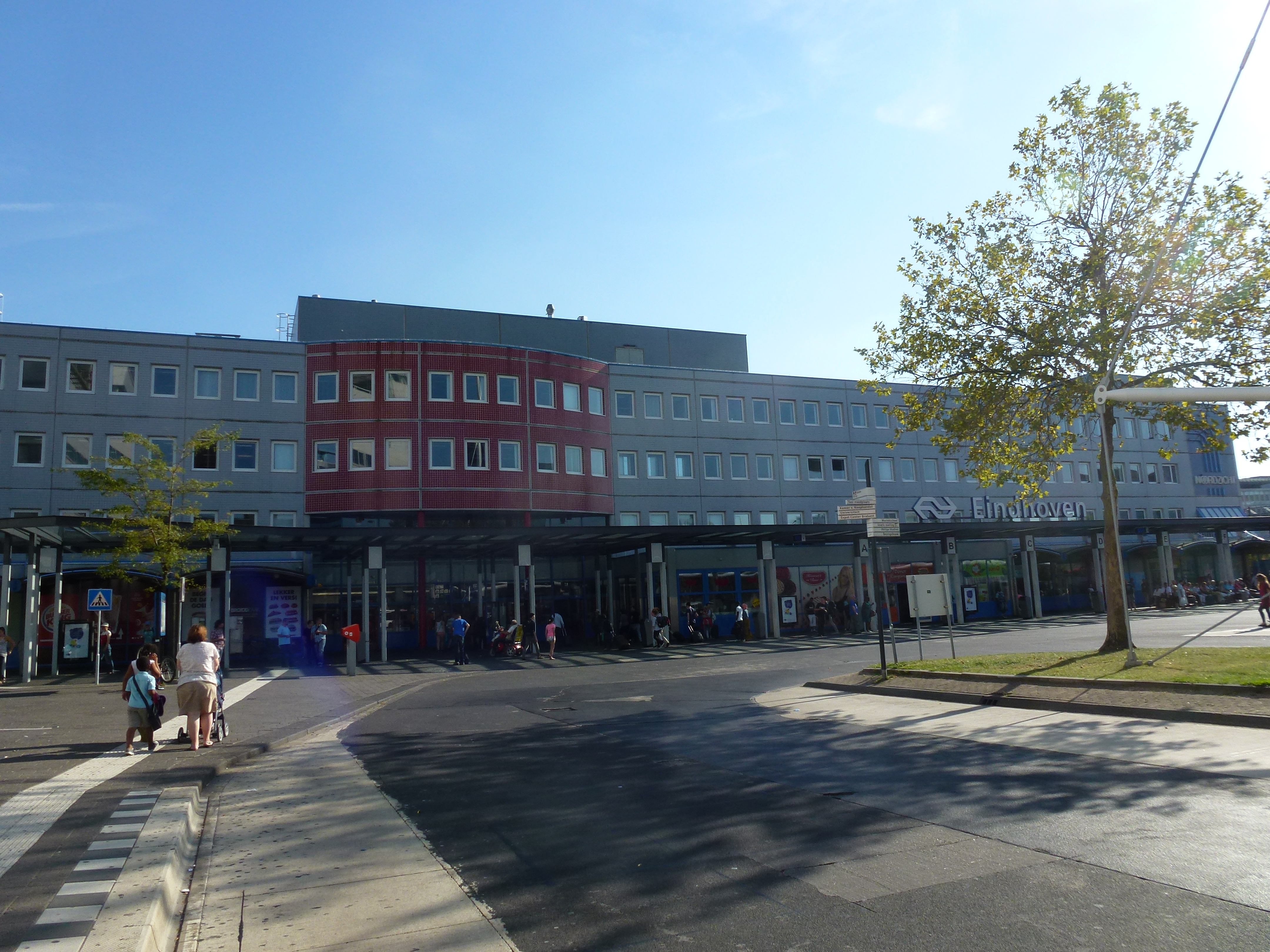
Station Eindhoven Centraal noordzijde
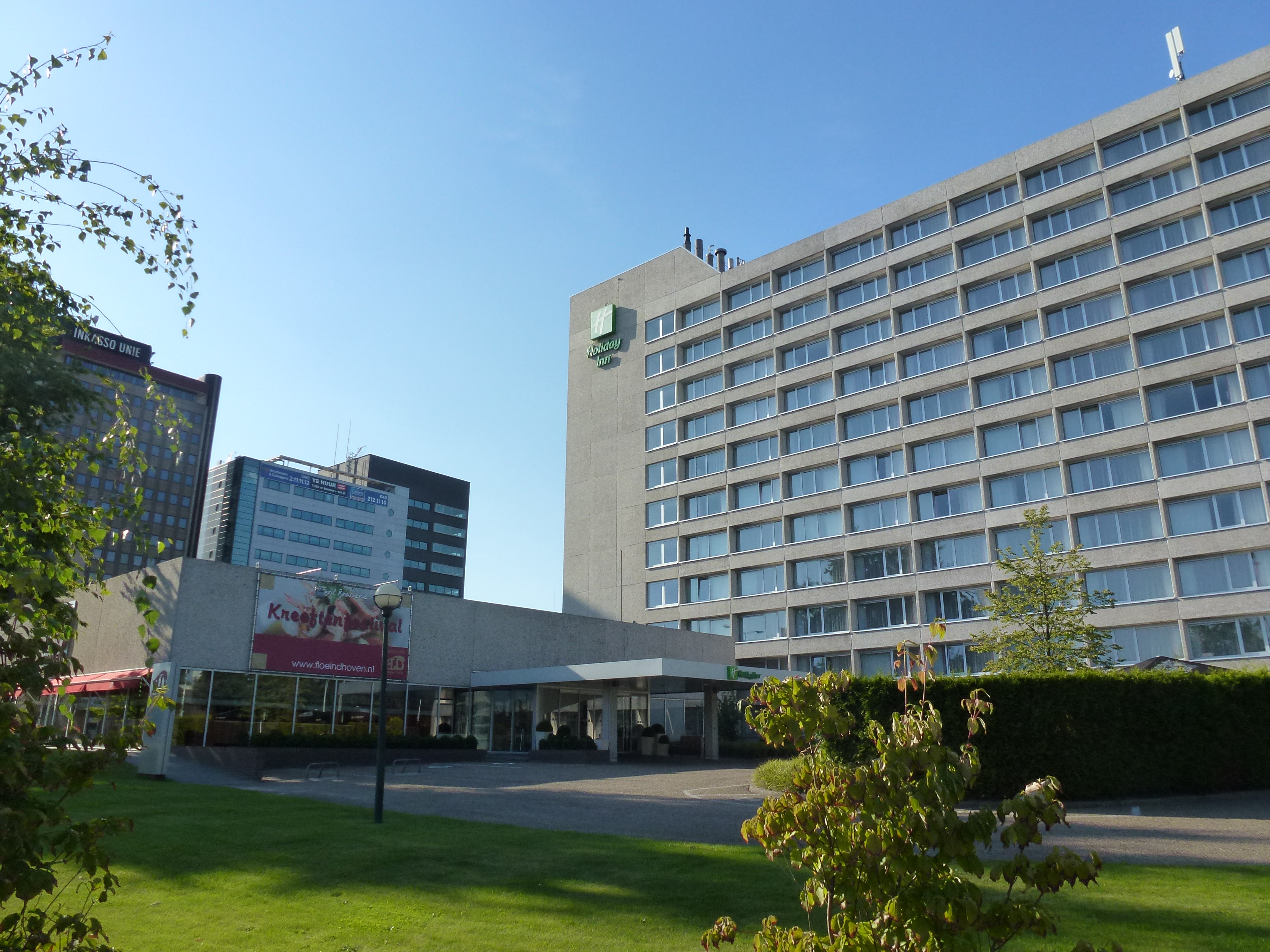
Holiday Inn Eindhoven
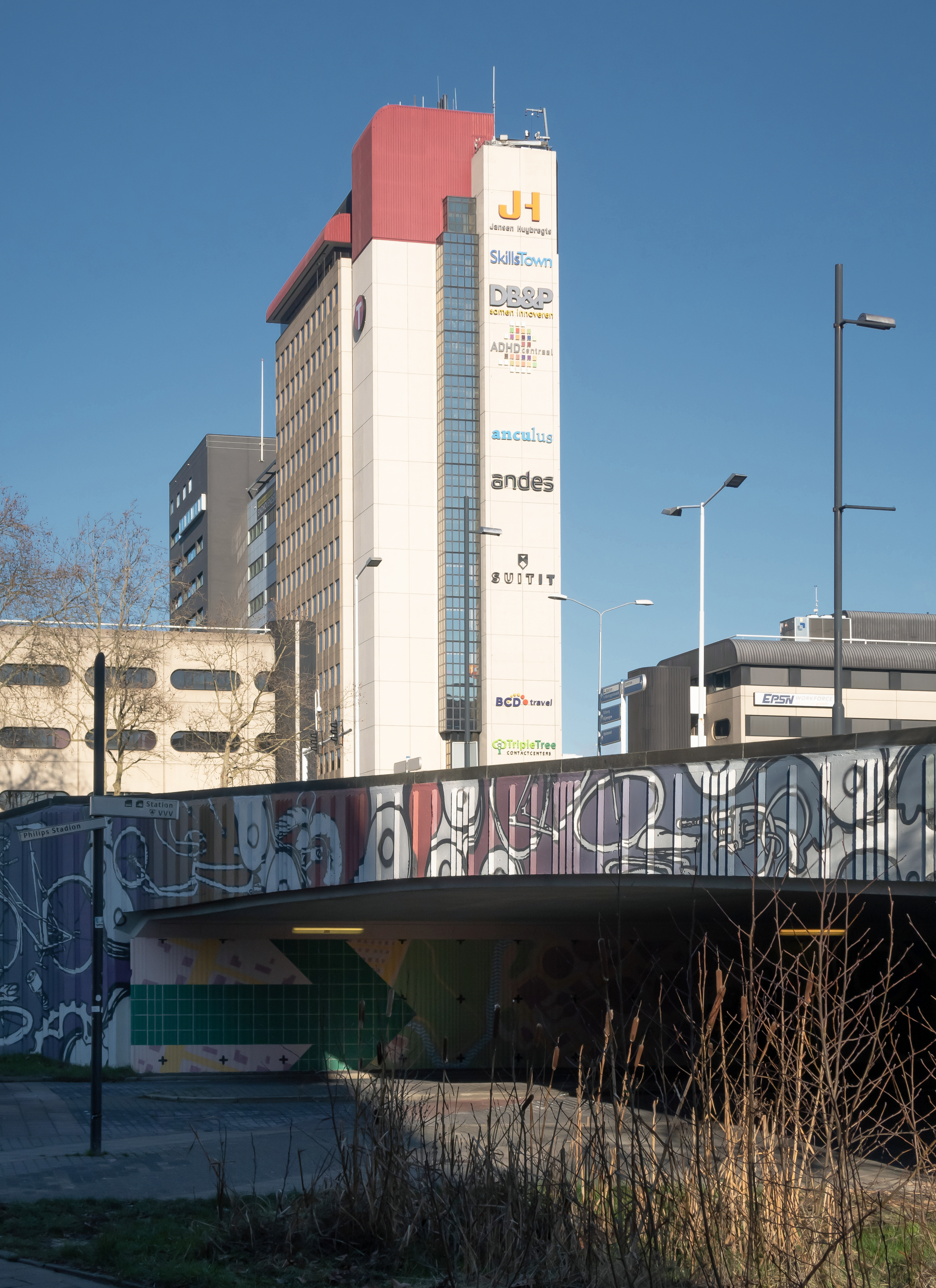
Fellenoord vanaf de Boschdijktunnel